# Timirka
Timirka (ros. Тимирка) – wieś (dieriewnia) w Rosji, w obwodzie omskim, w rejonie tarskim. W 2021 liczyła 34 mieszkańców.